# Roseau (Dominika)
Roseau a Kis-Antillákhoz tartozó szigetcsoport ívében fekvő Dominikai Közösség fővárosa.

## Fekvése
Dominika sziget délnyugati partján, a Layou folyócska torkolatánál helyezkedik el.

## Éghajlata
Klímája trópusi szavanna. Évi középhőmérséklete 26 Celsius-fok. Az évi átlagosan 1100 mm csapadék túlnyomó része a májustól novemberig tartó esős évszakban hull le.
A területen augusztus és november között gyakran söpörnek végig óriási erejű ciklonok, hurrikánok.

## Története

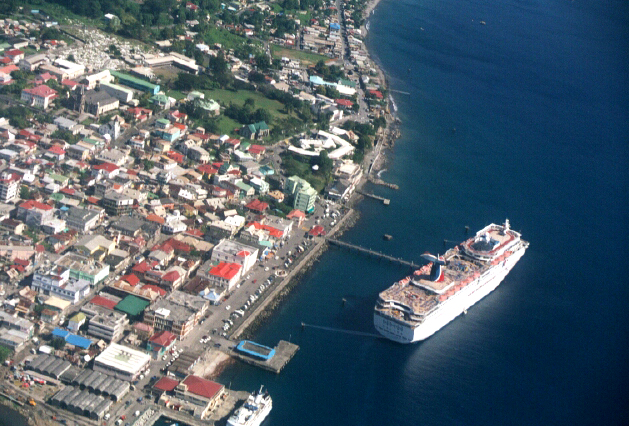
Roseau a kikötővel, légifelvétel

Dominikát második útja során, 1493 november 3-án Kolumbusz fedezte fel.
A sziget felfedezésének napja vasárnapra esett, innen ered elnevezése.
A XVII.-XVIII. század folyamán gyakran cserélt gazdát, mivel az angolok és a franciák is egyaránt jogot formáltak rá. 1805-ben végül Napóleon trafalgari veresége után az angoloknak sikerült itt megszilárdítaniuk fennhatóságukat.
Roseaut, a fővárost 1750 körül alapították Carlotta Town néven. Mai franciás nevét (Roseau) egy itt honos nádféleségről kapta.
1978-tól a független Dominikai Közösség fővárosa.

## Gazdasága

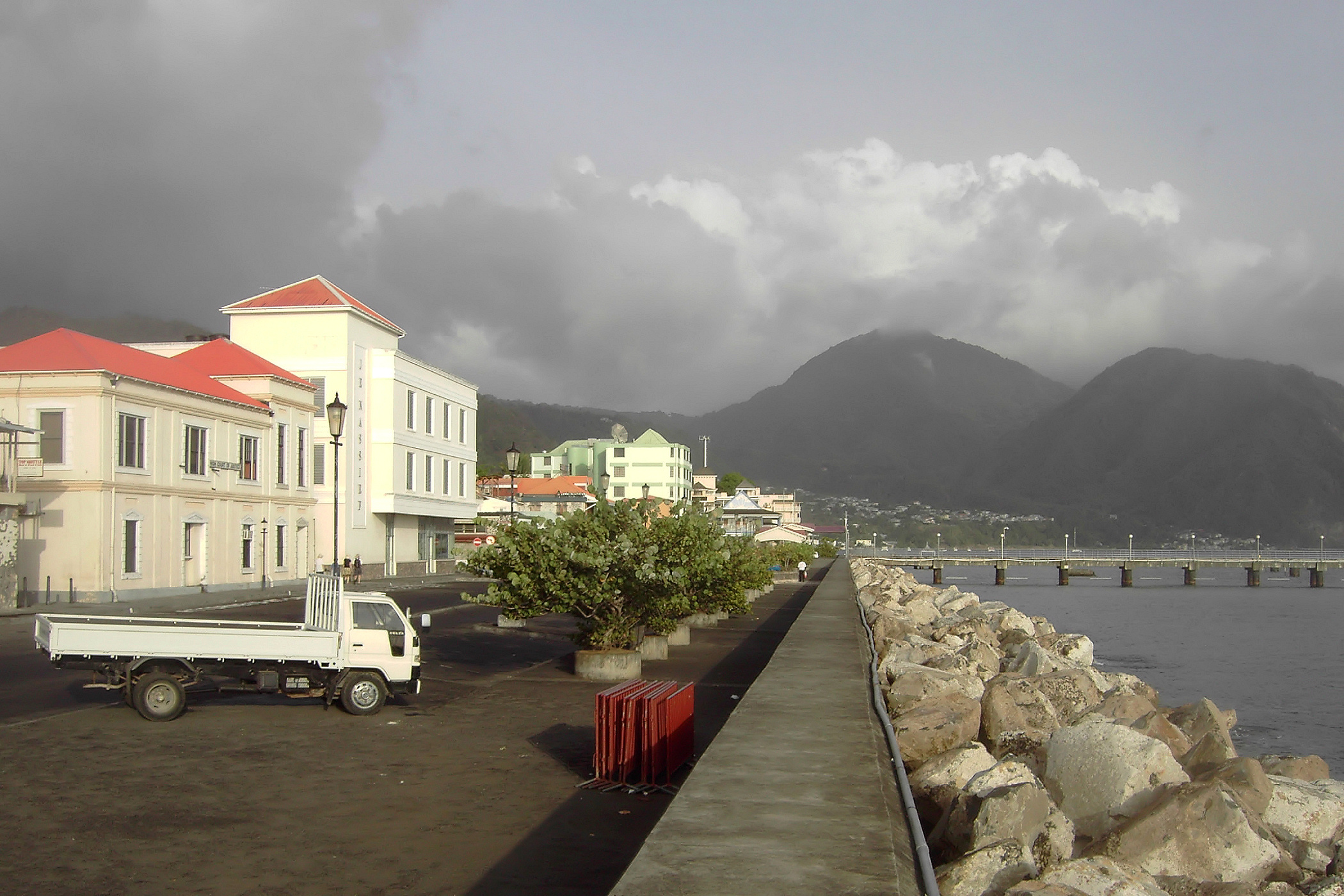
Roseau, tengerparti részlet

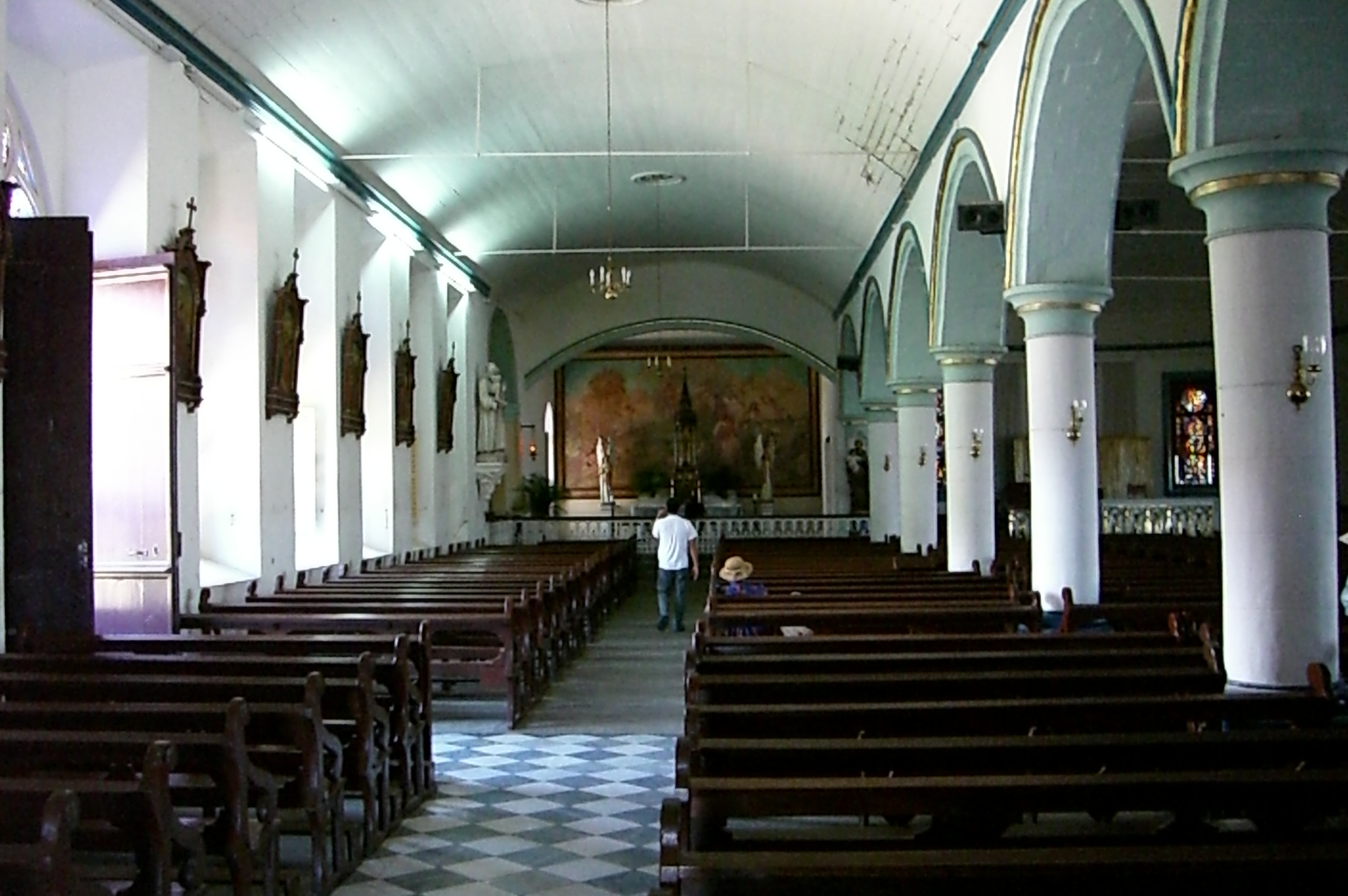
Roseau, templombelső

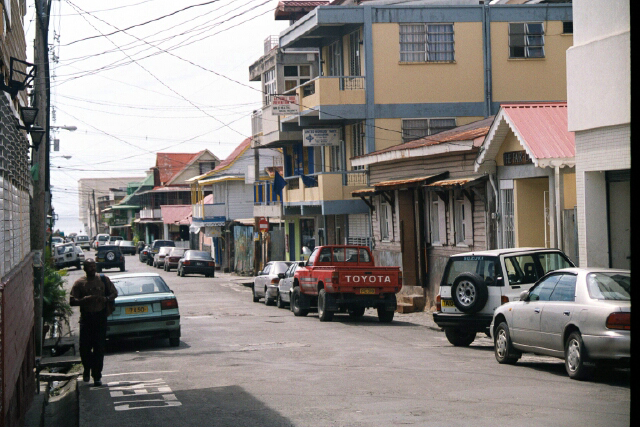
Roseau, utcarészlet

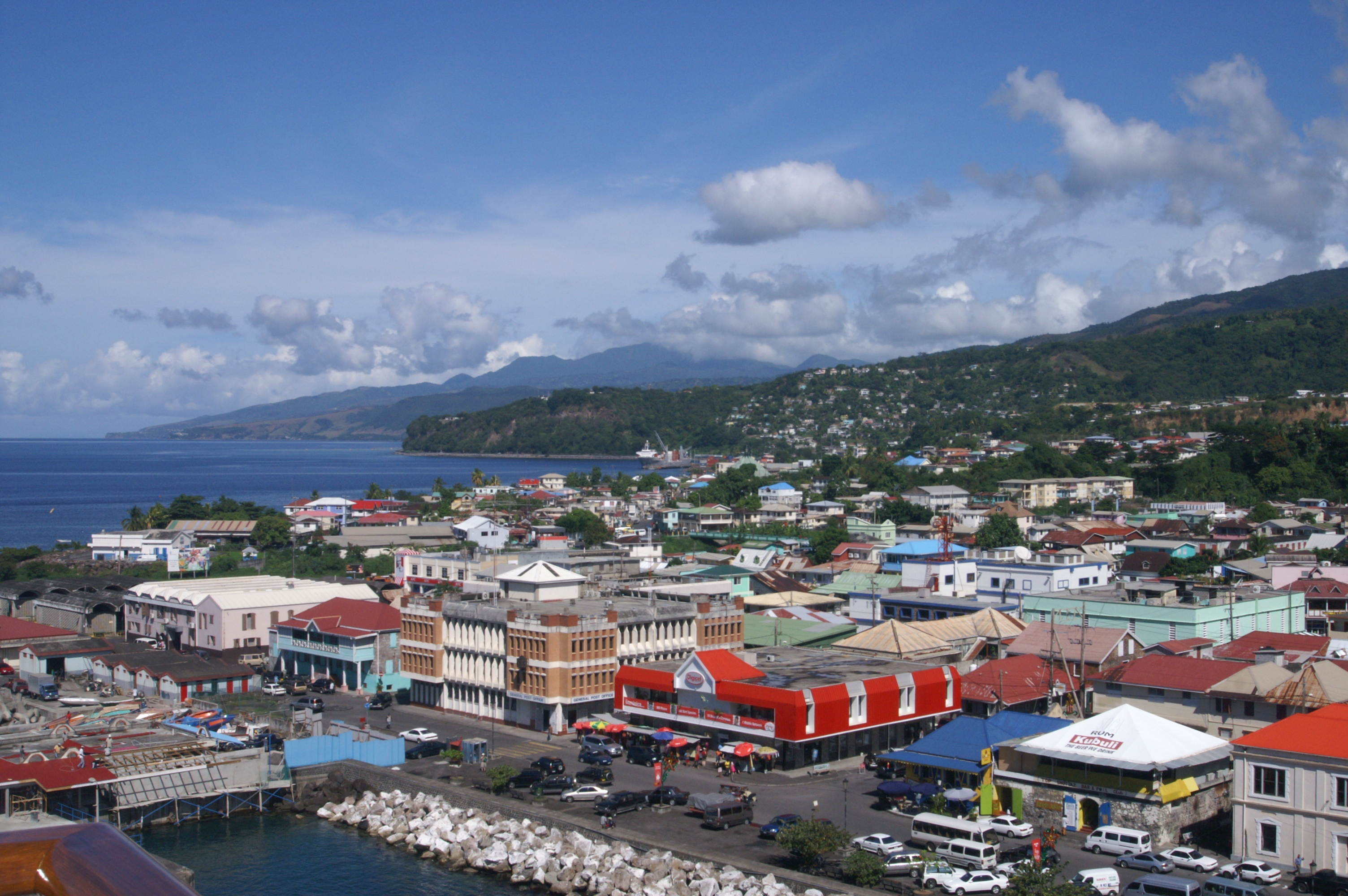
Roseau látképe

Roseau a 26 km szélességű és 42 km hosszan elnyúló 751 négyzetkilométernyi területű szigetállam közigazgatási, ipari- és kereskedelmi központja, és legnagyobb forgalmú kikötője.
Szerény, de sokoldalú ipara a sziget trópusi termékeit – illóolaj-előállítás, kakaóőrlés, kókuszdió-feldolgozás, ruházati ipar – dolgozza fel, az egyszerűbb fogyasztási cikkek pedig kisipari műhelyekben készülnek.
A mélyvízű kikötőjét felkereső hajók rakományát a szigetállam fő exportcikkei: banán, citrusfélék, kakaó, vanília, kopra és illóolaj jelentik. A Morne Diablotins 1447 méter magasságú hegyének trópusi erdőségeiből kitermelt fát a Layou folyón úsztatják le és rakják hajóra.
Melville Hall nevű repülőtere a sziget átellenes oldalán, a fővárostól tekintélyes távolságra található, és csak a szigetek közötti forgalomban használatos kisebb gépeket képes fogadni. A repülőteret a fővárossal hegyek között kanyargó autóút köti össze.

## Nevezetességek
- Kormányzósági palota
- Anglikán Szent György templom
- Római katolikus katedrális